# Каламити Џејн
Марта Џејн Канари (енгл. Martha Jane Cannary; 1. маја 1852 – 1. августа 1903), познатија као Каламити Џејн, била је америчка граничарка. Поред многих подвига, била је позната и по томе што је била познаница Дивљег Била Хикока. Касно у свом животу појавила се у емисији Дивљи запад Буфало Била и на Панамеричкој изложби 1901. године. Показивала је саосећање са другима, посебно са болеснима и сиромашнима. Овај аспект њеног карактера био је у супротности са њеним смелим понашањем и помогао јој да постане запажена гранична фигура.  Била је позната и по својој навици ношења мушке одеће.

## Младост
Многи подаци о раним годинама Џејн потичу из аутобиографске књижице коју је она диктирала 1896. године, написане у рекламне сврхе. Намера јој је била да привуче публику на турнеју коју је требало да започне, у којој се појављивала у музејима широм Америке. Неке информације у брошури су претеране или чак потпуно нетачне.
Каламити Џејн рођена је 1. маја 1852. године као Марта Џејн Канари у Принстону, у округу Округ Мерсер, држава Мисури. Њени родитељи су у попису из 1860. године наведени да живе око 7 mi (11 km) североисточно од Принстона у Равани. Њен отац Роберт Вилсон Канари имао је проблема с коцкањем, а о њеној мајци Шарлот М. Канари мало се зна. Џејн је била најстарије од шесторо деце и имала је два брата и три сестре.
1865. године Роберт и његова породица су се возом из Мисурија преселили у Вирџинија Сити, Монтана. 1866. године Шарлот је успут умрла од упале плућа, у Blackfoot- у, у држави Монтана. По доласку у Вирџинију Сити у пролеће 1866. године, Роберт је одвео своје шесторо деце у Солт Лејк Сити, Утах. Стигли су на лето, а Роберт је наводно почео да се бави пољопривредом на 40 40 acres (16 ha) земље. Породица је била у Солт Лејк Ситију само годину дана када је умро 1867. Са 14 година, Марта Џејн је преузела контролу над својих пет млађих браће и сестара, још једном укрцала њихова кола и одвела породицу у Форт Бридгер, територија Вајоминг, где су стигли у мају 1868. године. Одатле су путовали Union Pacific Railroad-ом до Пијемонта у држави Вајоминг.
У Пијемонту је Џејн узимала послове које је проналазила да обезбеди своју велику породицу. Радила је многе послове: била је перачица судова, куварица, конобарица, девојка из плесне сале, медицинска сестра и возач воловских кола.  Коначно, 1874. године, тврдила је да је пронашла посао као извиђач  у Fort D. A. Russell-у (Вајоминг). За то време започела је и стално запошљење као проститутка на ранчу свиња у Fort Laramie Three-Mile.  Прешла је на грубљи, углавном отворенији и авантуристички живот на Великим равницама.

## Стицање надимка
Џејн је била укључена у неколико кампања у дуготрајним војним сукобима са америчким домороцима. Њена тврдња је била да:
Током ове кампање 1872–73 била сам крштена као Каламити Џејн. Било је то на Goose Creek, Вајоминг, где се сада налази град Шеридан. Капетан Еган је командовао Поштом. Наређено нам је да угушимо устанак Индијанаца и били смо неколико дана напољу, имали смо бројне окршаје током којих је шест војника убијено, а неколико тешко рањено. Када смо се враћали на пошту, упали смо у заседу око километар и по од нашег одредишта. Кад је пуцано на њега, пуцано је на капетана Егана. Јахала сам унапред и чувши пуцњаву окренула сам се у седлу и видела капетана како се котрља у седлу као да ће пасти. Окренула сам коња и одјурила галопом натраг на његову страну и стигла тамо на време да га ухватим док је падао. Подигнула сам га на коња испред себе и успела да га безбедно одведем у тврђаву. Капетан Еган, опорављајући се, смејући се рекао: "Дајем вам име Каламити Џејн, хероина равнице." То сам име носила до данас.
Капетан John Wallace Crawford служио је под вођством генерала Wesley Merritt-а и George Crook-а. Према стандарду Монтана Анаконда из 19. априла 1904. године, он је изјавио да Каламити Џејн „никада није видела службу у било ком својству ни под генералом Crook-ом ни под генералом Nelson A. Miles-ом. Никада није видела линч и никада није била у индијанској тучи. Она је једноставно била ноторни лик, раскалашена и ђаволска, али је имала великодушну црту која ју је учинила популарном“.
Популарно веровање је да га је она стекла као резултат упозорења мушкарцима да је вређање подразумева „судска несрећа“. Могуће је да „Џејн“ није била део њеног имена док јој надимак није скован.  Извесно је, међутим, да је под тим надимком била позната до 1876. године, јер је пријављен долазак воза вагона са Хикоком у Дедвудским новинама, Black Hills Pioneer, 15. јула 1876. године, са насловом: „Каламити Џејн је стигла!”
Још један извештај у њеној аутобиографској брошури је да је њеном одреду било наређено до дође до реке Биг Хорн под вођством генерала Crook-а 1875. године. Препливала је реку Плат и прешла 90 mi (140 km) при највећој брзини док је мокро и хладно како би се испоручиле важне пошиљке. После јој је позлило и провела је неколико недеља на опоравку. Затим је одјахала до тврђаве Форт Ларами у Вајоминг и придружила се вагону који је кренуо према северу јула 1876. Други део њене приче је верификован. Била је у тврђави Ларами у јулу 1876. године и придружила се вагону у ком је био Дивљи Бил Хикок. Ту је први пут упознала Хикока, супротно њеним каснијим тврдњама, и тако је случајно дошла у Дедвуд (Јужна Дакота). 

## Дедвуд и Дивљи Бил Хикок
Проблематична Џејн пратила је Newton–Jenney експедицију у Рапид Сити 1875. године, заједно са California Joe Milner-ом и Valentine McGillycuddy-ом. 1876. године Каламити Џејн се населила у области Дедвуд (Јужна Дакота), у Black Hills. Тамо је постала пријатељица са Дором Дуфран, једном од најпознатијих макроа Дивљег запада, као проститутка, куварица и перачица, и била је повремено запослена код ње. Џејн је покушала да се спријатељи са Дивљим Билом Хикоком и Чарлијем Утером. Отпутовала је да их види у Дедвуд у Утеровом вагону. Стигла је дан након што је Дивљи Бил убијен у картању. Никада се није срела са Дивљим Билом.
Џејн се дивила Хикоку (до те мере да се заљубила) и била је једноставно опседнута његовом личношћу и животом.

### Тврдње Мекормик
6. септембра 1941. године, америчко Министарство за јавно благостање пружило је помоћ остарелој Џејн Хикок Бургхарт Мекормик која је тврдила да је законито потомство Марте Џејн Канари и Џејмс Батлер Хикока (Дивљи Бил Хикок). Изнела је доказе да су се Каламити Џејн и Дивљи Бил венчали у Benson's Landing, територија Монтане (данас Ливингстон, Монтана) 25. септембра 1873. године. Документ се налази потписан у црквеним књигама, а вероватно су га потписала два министра и бројни сведоци. Међутим, Мекормикова тврдња енергично је оспорена због различитих одступања.
Мекормикова је касније објавила књигу са писмима за која се претпоставља да су стигла од Каламити Џејн до њене ћерке. У њима Каламити Џејн каже да је била удата за Хикока и да је Хикок био отац Мекормикове, рођене 25. септембра 1873. и предата је на усвајање капетану Jim O'Neil-у и његовој жени. Током периода када се родило наводно дете, Каламити Џејн је наводно радила као извиђач војске.
Чини се да је Џејн имала две ћерке, иако идентитет оца није познат. Крајем 1880-их, Џејн се вратила у Дедвуд са дететом за које је тврдила да је њена ћерка. На Џејнин захтев, у једном од позоришта одржана је донација за прикупљање новца за образовање њене ћерке у Академији Светог Мартина у Стургису, Јужна Дакота, оближњем католичком интернату. Донацијом је прикупљена велика сума; Џејн се напила и потрошила знатан део новца исте ноћи и сутрадан отишла с дететом.
Estelline Bennett је у то време живела у Дедвуду и неколико дана пре бенефиције кратко је разговарала са Џејн. Мислила је да је Џејн искрено желела да њена ћерка има образовање и да је пијано стање само пример њене неспособности да обузда своје импулсе и спроведе дугорочне планове (што је Estelline Bennett сматрала типичним за Џејнину класу). Bennett је касније чула да је Џејнина ћерка „стекла образовање, и одрасла и добро се удала“.

### После смрти Дивљег Била Хикока
Џејн је такође тврдила да је, након Хикокове смрти, кренула за његовим убицом Jack McCall-ом са сатаром за месо, пошто је пушке оставила у својој резиденцији. Након McCall-овог погубљења за злочин, Џејн је наставила да живи неко време у области Дедвуд, а у једном тренутку је помогла спасити бројне путнике у копненој дилижанси преусмеривши неколико равничарских Индијанаца који су трагали за возилом. Возач дилижанси Џон Слатер убијен је током гоњења, а Џејн је преузела узде и одвезала позорницу до одредишта у Дедвуду.
Крајем 1876. или 1878. године, Џејн је неговала жртве епидемије малих богиња у области Дедвуд.

## Последње године
Године 1881. Џејн је купила ранч западно од Мајлс Ситија у Монтани дуж реке Јелоустон, где је држала гостионицу. Према једној верзији њеног живота, касније се удала за Клинтона Бурка из Тексаса и преселила се у Боулдер, где је још једном покушала да послује у гостионицама.
1893. године Каламити Џејн је почела да се појављује у емисији Дивљи запад Буфала Била као приповедачица. Такође је учествовала на Панамеричкој изложби 1901. године.
Њена зависност од алкохолних пића била је очигледна још у млађим годинама. На пример, 10. јуна 1876. године унајмила је коња и приколицу у Чејену за једно миљу вожње до Fort Russell-а и назад, али била је толико пијана да је прошла поред свог одредишта не приметивши то и на крају завршила око 90 mi (140 km) у Форт Ларамие.

## Смрт
Џејн се вратила у Black Hills у пролеће 1903. године, а власница бордела Мадаме Дора Дуфран још увек је водила свој посао. Следећих неколико месеци Џејн је зарађивала кувањем и прањем веша за Дорине девојке из јавних кућа у Belle Fourche, Јужна Дакота. Крајем јула, Џејн је путовала рудним возом до Терија, Јужна Дакота, малог рударског села у близини Дедвуда, и одсела у хотелу Calloway. Умрла је у 51. години. Извештено је да је јако пила док је била у возу и да јој је позлило, са болом у стомаку. Кондуктер, S.G. Tillett, извео ју је из воза, бармен јој је обезбедио собу у хотелу Calloway, а позван је и лекар. Џејн је умрла скоро одмах затим у суботу, 1. августа 1903, од упале црева и упале плућа.
Међу неколико Џејниних ствари наводно је пронађен свежањ непосланих писама њеној ћерки. Композитор Libby Larsen углазбио је нека од ових писама у циклусу уметничких песама под називом Songs From Letters (1989). Та писма је прва објавила Jean McCormick у оквиру своје тврдње да је ћерка Џејн и Хикока, али неки не прихватају њихову аутентичност, углавном због тога што постоји довољно доказа да је Џејн била функционално неписмена.
Каламити Џејн сахрањена је на гробљу Mount Moriah у Јужној Дакоти, поред Дивљег Била Хикока. Четворица мушкараца који су планирали њену сахрану касније су изјавили да Дивљи Бил Хикок није имао „апсолутно никакве користи“ од Џејн док је био жив, па су одлучили да му одиграју постхумну шалу закопавши је поред себе. У другом извештају се каже: „у складу са Џејниним умирућим захтевима, Друштво пионира са  Black Hills - а преузело је контролу над њеном сахраном и сахраном на гробљу Mount Moriah поред Дивљег Била. Не само стари пријатељи, већ болесно знатижељни и многи који не би препознали Каламити Џејн док је била жива, преплавили су прву методистичку цркву за погребне услуге 4. августа и пратили мртвачка кола стрмим вијугавим путем до брда Деадвоод-а"

## Медијска представљања

### Филмови
The Plainsman је филм из 1936. године у коме Гари Купер глуми Дивљег Била Хикока и Џин Артур као Каламити Џејн. У филму Млади Бил Хикок са Roy Rogers-ом (1940), портретирала ју је Sally Payne. Marin Sais глумила ју је у серији Deadwood Dick 1940. Каламити Џејн глумила је Францес Фармер у вестерну The Badlands of Dakota 1941. године. Каламити Џејн глумила је Џејн Расел у комедији The Paleface (1948). Calamity Jane and Sam Bass је филм из 1949; Каламити је играла Ивон Де Карло, Сама Баса Howard Duff, оба лика у великој мери измишљена.
Каламити Џејн је музичко-вестерн филм из "Варнер Броса" из 1953. године, у којем главне улоге играју Дорис Деј и Howard Keel као Дивљи Бил Хикок. Радња филма је готово у потпуности измишљена и мало личи на стварни живот протагониста. Филм је добио Оскара за најбољу песму „ Тајна љубав“, Sammy-а Fain-аи Paul-а Francis-а Webster-а.
1961. године у епизоди 4. сезоне Have Gun, Will Travel, тумачи је Norma Crane. Ту је промена њеног презимена у Conroy.
У филму направљеном за ТВ 1984. године, Каламити Џејн, портретирала ју је Jane Alexander. У Дизнијевом филму Tall Tale: The Unbelievable Adventures of Pecos Bill 1995. године приказала ју је Catherine O'Hara као митску фигуру.
У филму Дивљи Бил 1995. године, Каламити Џејн тумачила је Елен Баркин. У филму Buffalo Girls из 1995. године Каламити Џејн тумачила јеАнџелика Хјустон. У француском филму  Lucky Luke из 2009. године, Џејн је тумачила Sylvie Testud.
2014. године објављен је документарни филм под насловом Calamity Jane: Wild West Legend у режији Gregory Monro-а.
Robin Weigert глуми Каламити Џејну у ХБО серији Deadwood, током три сезоне, као и у ХБО филму Deadwood: The Movie, објављеном у мају 2019.
Дугометражни анимирани филм Calamity, a Childhood of Martha Jane Cannary који је објављен у Француској 2020. године, а америчку премијеру имао је у вечери отварања првог фестивала виртуелне анимације 2021, који је представио Француски институт Alliance Française. Филм, који је режирао Rémi Chayé, титлован је на енглески језик.

### Игре
Каламити Џејн појавила се као споредни лик у RPG рачунарској игри Worlds of Ultima: Martian Dreams (1991). У забавној игри KingsIsle Pirate 101 Каламити Џејн једна је од величанствених 7. Лик назван по Каламити Џејн појавио се као споредни лик у видеоигри Wild Arms(1996).
У RPG-у Fallout 3 Каламити Џејн, усамљени луталица се позива у дијалогу када први пут разговара са шерифом Megaton и градоначелником Lucas Simms. Лик у играма на картама на плочи BANG! - Calamity Janet. У игри "Calamity the Natural World", линији образовних игара направљених 90-их за PlayStation, Lightspan Adventures, глуми Каламити Џејн.

### Позориште
Продукције: 
Каламити Џејн, представа Catherine Ann Jones,
Calamity Jane the Musical Catherine Ann Jones.

### Књижевност

#### Књиге
Каламити Џејн је била важан измишљени лик у серијалу Дедвуд Дик-ових романа, почевши од првог појављивања Дедвуд-а Дик-а у издању Beadle's Half-Dime Library број 1 1877. године. Ова серија, коју је написао Edward Wheeler, успоставила ју је на репутацији хероине дивљег запада и вероватно је учинила више да побољша њену познатост јавности него било који од њених стварних животних подвига. (Нема доказа да ју је Wheeler консултовао или одобрила приче о Дедвуд Дику, па је лик у причама био потпуно измишљен - као и описани догађаји, али су измишљене авантуре у јавности помешане са правом Џејн.) Каламити Џејн била је насловни лик у серији објављеној у њујоршком Street &amp; Smith's Weekly-у (1882) под насловом Calamity Jane: Queen of the Plains, аутора „Непромишљени Ралф“.
Писац научне фантастике A. Bertram Chandler укључио је лик по имену Каламити Џејн Арлен у своје будуће романе смештене на граници Светова Рима, свемирски аналог Старог Запада.
Измишљена туча између Каламити Џејн и варалице приказана је у роману Thomas Berger Little Big Man(1964). Џејн је главни лик у књизи Larry McMurtry Buffalo Girls: A Novel (1990). Џејн је централни лик романа Pete Dexter-а (1986).
J. T. Edson представља Каламити Џејн као лик у бројним својим књигама, као самостални лик (у Cold Deck, Hot Lead, Calamity Spells Trouble, Trouble Trail, The Bull Whip Breed, The Cow Thieves, The Whip And The War Lance и The Big Hunt ) и као романтично занимљив лик Mark-а Counter-а (у The Wildcats, The Bad Bunch, Guns In The Night и другима).
Алтернативна универзумска верзија Џејн је лик из кратке приче „Дедвуд“ у Corsets and Clockwork (2011), стеампунк антологији. У причи се такође појављује Џеси Џејмс. У In Calamity's Wake (2013), роман историјске фантастике коју је написала Natalee Caple, Марта или Каламити Џејн, један је од два главна натора; друга је Џејнина ћерка Miette. Calamity Jane, légende de l'Ouest, написао Грегори Монро (2010), једина је француска биографија до данас. Каламити Џејн појављује се у роману Змајеви зуби (2017) Мајкла Крајтона.

#### Стрипови
Каламити Џејн фигурира као главни лик у албуму истог имена француско-белгијске серије стрипова Lucky Luke, који су креирали Morris и  René Goscinny. Такође, она се појављује у албуму Ghosthunt, који су креирали Morris и Lo Hartog van Banda .
Графички роман Calamity Jane - The Calamitous Life of Martha Jane Cannary, 1852-1903( 2017), Christian Perrissin [fr] and Matthieu Blanchin [fr]је биографија Каламити Џејн, углавном заснована на писмима Каламити Џејн њеној кћери.

### Музика
Каламити Џејн и Дивљи Бил Хикок представљени су у песми кантри двојца Big &amp; Rich "Deadwood Mountain". Нека од њених наводних писама углазбила је у циклусу уметничких песама композиторка 20. века Libby Larsen, назване "Songs From Letters". Сопран Dora Ohrenstein наручила је пет дела састављених под насловом Урбан Дива, други комад, Ben Johnston-ова Calamity Jane to Her Daughter је позоришна поставка изабраних писама. „Каламити Џејн“ је песма Grant-Lee Phillip-а у „Virginia Creeper“ (2004). "Каламити Џејн" је песма Kiya Heartwood на ЦД-у Ундердог компаније Wishing Chair-а(2005).
Alain Bashung, Chloé Mons, Rodolphe Burge објавили су албум La Ballade de Calamity Jane (2006) заснован на Џејниним писмима својој ћерки. „Каламити Џејн“ је песма чешког рок бенда Kabát. „Каламити Џејн“ је песма Криса Андерсона на његовом албуму „The Crown“ (2004). У филму „Каламити Џејн“ из 1953. године са Дорис Деј и Ховардом Келом налази се песма „My Secret Love“ која је 1954. године освојила Оскара за Најбољу музичку оригиналну песму. Каламити Џејн помиње се у песми "The Lighter" из 2016. године француског поп-рок састава Superbus, са албума "Sixtape".

### Телевизија
Име "Каламити" дато је лику детета коју је Nancy Gilbert играла у синдицираној телевизијској серији 1955–1956, Buffalo Bill, Jr, са Dick Jones-ом као фиктивним Буфало Бил-ом, и Harry Cheshire-ом као судијом Беном.
У епизоди „Каламити“ (13. децембра 1959) серије ABC / Warner Brothers, Colt.45, Dody Heath глуми Каламити Џејн, а Џоун Тејлор женску лекарку Ellen McGraw. У линији приче, лик из серије Christopher Colt, кога глуми Wayde Preston, унајмљује Каламити Џејн да вози кочије са др McGraw и вакцином потребном за сузбијање малих богиња у Дедвуду. Colt није сигуран може ли Каламити изаћи на крај с тим послом, јер рудари и Индијанци желе украсти драгоцене лекове.
У епизоди Bonanza, "Calamity Over the Comstock" (1963), Stefanie Powers глуми Каламити Џејн, која посећује Virginia City заједно са Док Холидеј. У овој првенствено комичној епизоди спасио ју је Little Joe, који у почетку мисли да је мушко. Она се заљуби у њега, а он прима претње од Дока Холидеја, који прижељкује Џејн за себе. На њен наговор (и претњу), Док Холидеј се суздржава окренут према Јое-у, а Џејн и Док излазе из града. Не постоји званична или незванична документација која сугерише да су се Док Холидеј и Џејн икада упознали током свог живота. Тешко је да су се упознали с обзиром на географску удаљеност између њих током свог живота.
У епизоди телевизијске емисије Дани долине смрти, „Невоља именована Џејн“, Fay Spain глуми Каламити Џејн када се придружује мисији Дивљег Била Хикока (Rhodes Reasons). Њено нељубазно понашање наводи Била да помисли да је погрешио, а када јој Бил каже да би се требало "понашати као дама", убрзо схвата да је направио већу грешку.
У серији Batmanиз 1966. године, један од зликоваца у трећој сезони добио је име „Каламити Џејн“ (глумила га је Dina Merrill).
У телевизијском филму Каламити Џејн (1984) приказана је њена животна прича, укључујући наводни брак са Дивљим Билом Хикоком и ћерком које се наводно одрекла. Глумица Jane Alexander тумачила је Каламити и била је номинована за Еми 1985. године за изванредну главну глумицу у ограниченој серији или специјал. Емисија је такође представила рани наступ Саре Гилберт као Каламитине ћерке Џејн у доби од 7 година.
Џејн је централни лик у књизи Larry McMurtry-а Buffalo Girls: A Novel (1990), а у истоименој ТВ адаптацији Џејн. Џејн глуми Анџелика Хјустон, а Сем Елиот глуми Дивљег Била Хикока.
1997. године у цртаној серији о Kids' WB, The Legend of Calamity Jane, приказана је млада Џејн (глас  Barbara Weber Scaff).
Robin Weigert тумачила је Каламити Џејн у ХБО серији Deadwood (2004—2006) и у ХБО наставку Deadwood: The Movie(2019).